# Sine from Above
«Sine from Above» es una canción interpretada por la cantautora estadounidense Lady Gaga y el cantautor británico Elton John, incluida en el sexto álbum de estudio de Gaga, Chromatica (2020). Es la segunda colaboración entre ambos artistas, luego del tema «Hello, Hello», perteneciente a la banda sonora de la película Gnomeo and Juliet (2011). Inicialmente, fue concebida como una colaboración entre John y el dúo Daft Punk para su álbum Random Access Memories (2013), pero fue descartada y luego el productor Axwell se la ofreció a Gaga por su amistad con John. Su letra, según Gaga, habla sobre el poder sanador de la música en tiempos difíciles, así como su fe.
La canción tuvo una respuesta crítica mixta, con varios expertos elogiando su extrañeza y ritmo, pero criticando la voz de John y el break de los últimos segundos. Fue utilizada como tema del comercial de la fragancia Voce Viva de Valentino Beauty. Una remezcla de «Sine from Above» realizada por Lil Texas, Chester Lockhart y Mood Killer fue incluida en Dawn of Chromatica (2021).

## Antecedentes y composición
En una entrevista, Gaga comentó que una vez que Chromatica (2020) comenzó a tomar forma con sus primeras pistas, ella y BloodPop contactaron a varios exponentes del EDM como Axwell, Tchami, Johannes Klahr y Boys Noize. Concretamente, ambos le pidieron a Axwell que retocara «Alice» y «Free Woman», y Axwell, divagando por los archivos de su laptop, encontró la maqueta de «Sine from Above», tema que había trabajado varios años atrás con Sebastian Ingrosso y Ryan Tedder que originalmente iba a ser una colaboración entre Elton John y el dúo Daft Punk para su álbum Random Access Memories (2013). Sabiendo que Gaga y John son amigos cercanos, Axwell envió la maqueta a Gaga y BloodPop, y ambos mostraron su aprobación hacia la canción, por lo que Gaga se contactó con John para que grabara su parte; según Burns, John grabó sus versos mediante una llamada por Skype, ya que se encontraba en Australia por su gira de despedida, mientras que Gaga grabó su parte en Los Ángeles. Además de ello, Axwell mencionó que originalmente la canción era una balada de piano, pero esto fue cambiado por petición de Gaga, aunque en el estribillo se mantuvo la progresión original.
«Sine from Above» es una canción electropop que incluye sintetizadores y es la decimocuarta pista de Chromatica. Viene precedida por el interludio «Chromatica III», el cual le da continuidad. Con una duración de cuatro minutos y cuatro segundos, es el tema más largo dentro del álbum. Su letra, según Gaga, habla sobre el poder de sanación que tiene la música y la fe. La canción fue escrita por Gaga y John con aportes de Axwell, Ben Rice, Johannes Klahr, BloodPop, Burns, Rami Yacoub, Ryan Tedder, Sebastian Ingrosso, Richard Zastenker, Vincent Pontare, Salem Al Fakir, mientras que la producción estuvo a cargo de BloodPop, Burns, Axwell, Liohn y Klahr. En el último minuto de la canción, ocurre un break con un patrón rítmico de four-on-the-floor que incluye un solo de batería, guitarras y sintetizadores. Este break fue solicitado por Gaga, que quería darle un cierre explosivo a la canción.

## Comentarios de la crítica
Michael Cragg de The Guardian dijo que la canción tiene «esa clase de experimentación loca que le falta al resto de Chromatica» y que «fácilmente podría ganar Eurovisión en cualquier año». Stephen Daw de Billboard sostuvo que la canción tiene «algo especial y mágico», pero consideró que los últimos segundos son «confusos e innecesarios». Chuck Arnold de The New York Post consideró que «Sine from Above» se «queda corta» frente al resto de colaboraciones del álbum como «Rain on Me», además de criticar la voz de John. Por el contrario, Jem Asward de la revista Variety opinó que John ofrece «una sólida interpretación masculina dentro de un álbum muy femenino», y que se complementa bien con Gaga dentro de la canción.
Hannah MyIrea de la revista NME la describió como «brillantemente extraña» y que es «exactamente lo que se esperaría de una colaboración entre Gaga y John». Katherine Asaph de Pitchfork Media la consideró la segunda mejor canción de Chromatica y dijo que «su extrañeza es lo que la hace tan buena». Nick Smith de la revista MusicOMH expresó que es «muy inspiradora» y que es sin duda una de las canciones que más destaca del disco.

## Posicionamiento en listas

### Semanales
| Australia      | Australian Singles Chart       | 93  |
| Estados Unidos | Bubbling Under Hot 100 Singles | 16  |
| Estados Unidos | Hot Dance/Electronic Songs     | 14  |
| Francia        | French Singles Chart           | 200 |
| Grecia         | Digital Singles Chart          | 94  |

### Anuales
| Estados Unidos | Hot Dance/Electronic Songs | 55 |

### Certificaciones
| País   | Organismo certificador | Certificación | Ventas certificadas | Ref.   |
| ------ | ---------------------- | ------------- | ------------------- | ------ |
| Brasil | ABPD                   | Platino       | 40 000              | [ 21 ] |